# Viroqua (geslacht)
Viroqua is een geslacht van spinnen uit de familie springspinnen (Salticidae).

## Soorten
De volgende soorten zijn bij het geslacht ingedeeld:
- Viroqua ultima (L. Koch, 1881)